# Binche-Chimay-Binche 2021
La 33e édition de Binche-Chimay-Binche a eu lieu le 5 octobre 2021 . Elle fait partie du calendrier UCI Europe Tour 2021 en catégorie 1.1.

## Équipes
| Unknown team category |
|                       |

## Classement final
| \| Classement général \| Classement général \| Classement général \| Classement général \| Classement général \| \| Coureur \| Coureur \| Pays \| Équipe \| Temps \| \| ------------------ \| ------------------ \| ------------------ \| ------------------ \| ------------------ \| |         |      |        |       |
| |         |      |        |       |
| |         |      |        |       |
| Classement général |         |      |        |       |
| Coureur | Coureur | Pays | Équipe | Temps |